# 小森美王
小森 美王（こもり みお、1983年11月24日 - ）は、日本のAV女優。
神奈川県出身。

## 略歴
2004年2月、『キラリ☆』でMAX-A専属女優としてAVデビューした。当初は正統派美少女として売り出されていたが、スケベっぷりが注目され、同年8月に『ハレンチ株式会社 小森美王』で桃太郎映像出版よりセルデビューした。

## 出演作品
2004年
- キラリ☆（2月21日、MAX-A）
- NUDE（3月26日、MAX-A）
- だって明日はHの日。（4月23日、MAX-A）
- 不法侵乳17（5月21日、MAX-A）
- 溺愛（6月25日、MAX-A）
- ハレンチ株式会社（8月6日、桃太郎映像出版）
- 眠れる森の美王（10月22日、桃太郎映像出版）
- ビージーン（11月26日、桃太郎映像出版）
- ヌルヌル美乳姫（12月17日、桃太郎映像出版）

2005年
- Wild Thing X（1月7日、桃太郎映像出版）
- 猥褻（2月18日、桃太郎映像出版）
- Fero-mode 癒しの美巨乳編（3月18日、桃太郎映像出版）…共演:桜月舞
- Fero-mode 女教師編（4月22日、桃太郎映像出版）
- 淫・崩壊 輪姦淫辱（5月20日、桃太郎映像出版）
- 体感ファックif...chapter X 美乳バーテンダーを陵辱調教（6月24日、桃太郎映像出版）
- カラフル（8月26日、桃太郎映像出版）
- 新妻物語（10月20日、桃太郎映像出版）
- 中出しスペシャル（12月15日、桃太郎映像出版）

2006年
- SPECIAL BODY FILE（1月2日 桃太郎映像出版）
- 僕らの天使たち（7月7日 桃太郎映像出版）他出演:西田美沙、みゆき真実、三津なつみ、宝月ひかる、七海菜々、椎名れいか、ひな